# John Kuck
Pour les articles homonymes, voir Kuck.
John Henry Kuck, né le 27 avril 1905 à Wilson (Kansas) et mort le 21 septembre 1986, était un athlète américain. Aux Jeux olympiques d'été de 1928, il est devenu champion olympique du lancer du poids. 

## Palmarès

### Jeux olympiques
- Jeux olympiques 1928 à Amsterdam ( Pays-Bas) 
  -  Médaille d'or au lancer du poids